# Madrassa de l’émir Sunqur al-Sa'di
La  Madrassa de l’émir Sunqur al-Sa'di est une madrassa et un mausolée de l’émir sultan mamelouk Sunqur al-Sa'di au Caire en Égypte, sous le règne de  An-Nâsir Muhammad. L’édifice fut complété en 1321. L’historien Ahmad al-Maqrîzî décrit ce monument.
Ce monument pieux a aussi la particularité de contenir de nombreuses inscriptions et citations d’un texte non-religieux, le Maqamat al-Hariri

## Voir également
- Architecture mamelouke

## Référence
- (en) D. Behrens-Abouseif, Cairo of the Mamluks, Ed. I.B.Tauris, 2007, p. 166.